# Wnukowo (stacja kolejowa)
Wnukowo (ros. Внуково) – stacja kolejowa w miejscowości Moskwa, w Rosji. Położona jest na linii Moskwa – Briańsk – Kijów. Stacja Średnicy Kałużsko-Niżegorodskiej – linii moskiewskiej kolei aglomeracyjnej.

## Historia
Stacja powstała w czasach carskich.

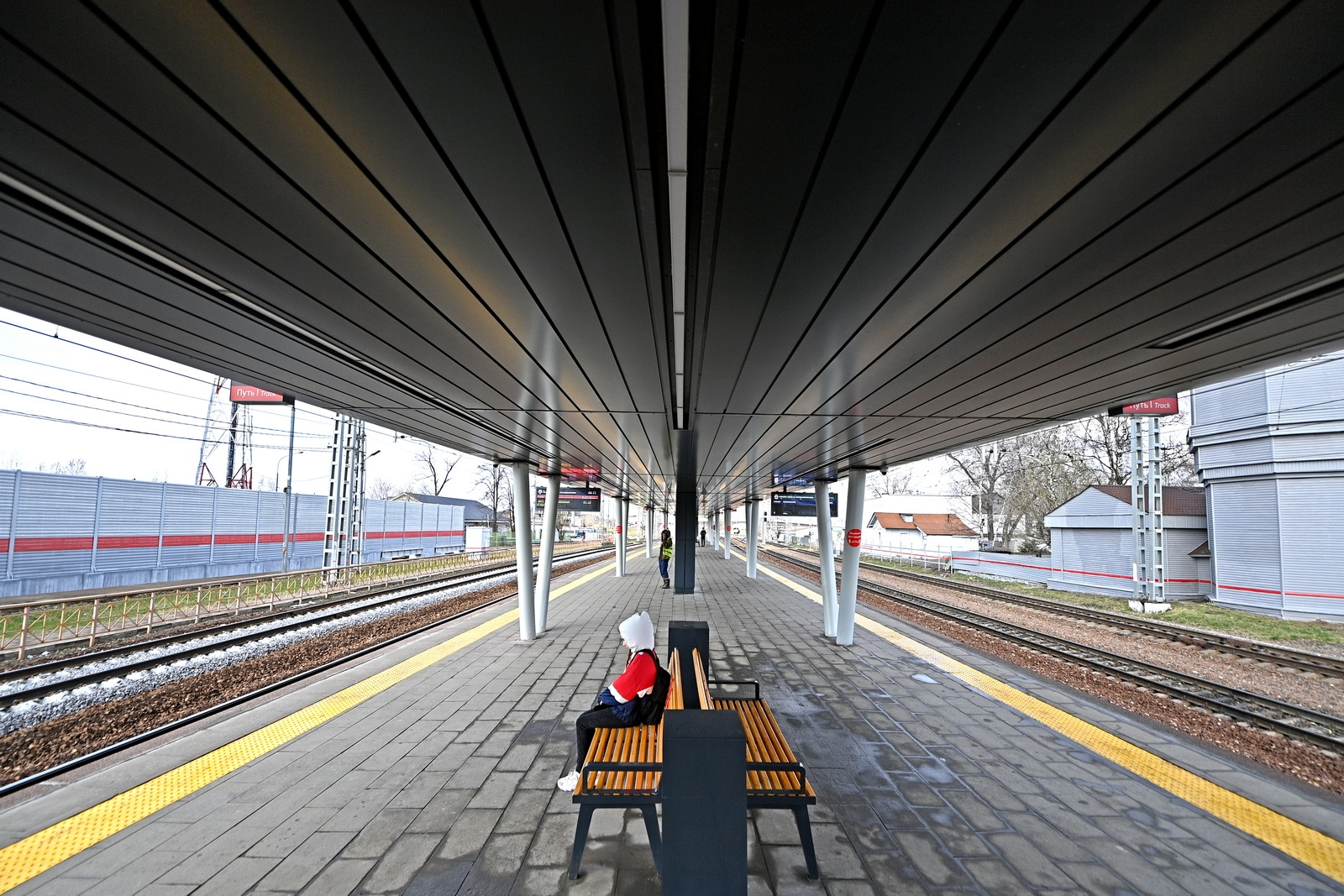
peron
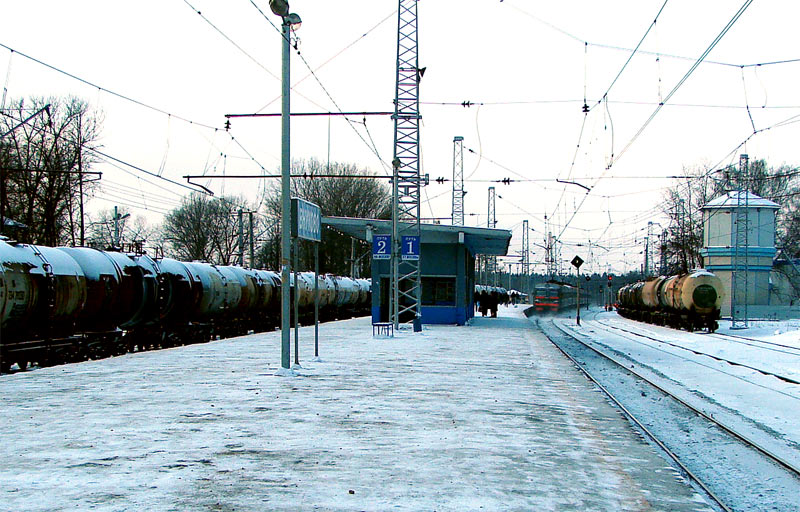
Stacja przed przebudową